# Барнаул
Барнаул (рус. Барнаул) град је у Русији и административни центар је Алтајског краја. Налази се у југозападном делу Сибирског федералног округа, који се налази на ушћу Барнаулке и реке Об у Западносибирској низији. Према попису становништва из 2010. у граду је живело 612.091 становника.
Барнаул је велики индустријски, културни и едукативни центар Сибира. Постоји 5 позоришта, музеја и споменици архитектуре 18–20. века, девет државних институција високог образовања.
Два највећа универзитета града су државни универзитет Алтај и Државни технички универзитет Ползунов Алтај — који су укључени у сто најбољих институција високог образовања на нивоу свих универзитета у земљи. Током 2006. године на резултатима такмичења Европски квалитет у образовању подсектори за археологију, етнографију и изворне студије Алтајског државног универзитета проглашени су за најбоље субфакултете земље.

## Географија
Површина града износи 322,01 km².
Барнаул се налази у шумској степској зони Западносибирске низије, на левој обали реке Об, на ушћу Барнаулке и реке Об.
Барнаул је најближи већи град на Алтајским планинама на југу. Граница са Казахстаном је удаљена 345 km (214 mi) на југозападу. Град се такође налази релативно близу граница са Монголијом и Кином.

### Клима
Умереноконтинентална клима Барнаула дефинисана је њеним географским положајем на јужном крају сибирске степе: она је подложна дугим зимама, са просеком од −15,5 °C (4,1 °F) у јануару, али и има кратку топлу сезону током лета, са просечном температуром од +19,9 °C (67,8 °F) у јулу. Температура може да варира у екстремним условима, од испод −45 °C (−49 °F) у зимском периоду до изнад +35 °C (95 °F) током лета.
Клима је релативно сува. Просечна количина падавина у овој области износи 433 mm (17,0 in) годишње, од чега се 75% дешава током топлијег времена у региону.
| Клима Барнаула                       | Клима Барнаула | Клима Барнаула | Клима Барнаула | Клима Барнаула | Клима Барнаула | Клима Барнаула | Клима Барнаула | Клима Барнаула | Клима Барнаула | Клима Барнаула | Клима Барнаула | Клима Барнаула | Клима Барнаула |
| Показатељ \ Месец                    | .Јан.          | .Феб.          | .Мар.          | .Апр.          | .Мај.          | .Јун.          | .Јул.          | .Авг.          | .Сеп.          | .Окт.          | .Нов.          | .Дец.          | .Год.          |
| ------------------------------------ | -------------- | -------------- | -------------- | -------------- | -------------- | -------------- | -------------- | -------------- | -------------- | -------------- | -------------- | -------------- | -------------- |
| Апсолутни максимум, °C (°F)          | 5,3 (41,5)     | 7,4 (45,3)     | 16,4 (61,5)    | 32,3 (90,1)    | 37,4 (99,3)    | 36,6 (97,9)    | 37,9 (100,2)   | 38,3 (100,9)   | 34,0 (93,2)    | 27,4 (81,3)    | 15,3 (59,5)    | 6,3 (43,3)     | 38,3 (100,9)   |
| Максимум, °C (°F)                    | −10,8 (12,6)   | −8,1 (17,4)    | −0,6 (30,9)    | 10,1 (50,2)    | 20,1 (68,2)    | 24,3 (75,7)    | 26,3 (79,3)    | 24,3 (75,7)    | 17,7 (63,9)    | 9,2 (48,6)     | −2,2 (28)      | −8,5 (16,7)    | 8,5 (47,3)     |
| Просек, °C (°F)                      | −15,5 (4,1)    | −13,7 (7,3)    | −6,5 (20,3)    | 3,8 (38,8)     | 12,8 (55)      | 17,7 (63,9)    | 19,9 (67,8)    | 17,4 (63,3)    | 11,0 (51,8)    | 3,8 (38,8)     | −6,3 (20,7)    | −12,9 (8,8)    | 2,6 (36,7)     |
| Минимум, °C (°F)                     | −20,1 (−4,2)   | −18,7 (−1,7)   | −11,8 (10,8)   | −1,2 (29,8)    | 6,5 (43,7)     | 11,6 (52,9)    | 14,0 (57,2)    | 11,6 (52,9)    | 5,6 (42,1)     | −0,4 (31,3)    | −10,0 (14)     | −17,4 (0,7)    | −2,5 (27,5)    |
| Апсолутни минимум, °C (°F)           | −48,2 (−54,8)  | −42,9 (−45,2)  | −35,5 (−31,9)  | −27,6 (−17,7)  | −8,8 (16,2)    | −1,2 (29,8)    | 2,9 (37,2)     | 0,4 (32,7)     | −7,8 (18)      | −27,0 (−16,6)  | −38,9 (−38)    | −43,1 (−45,6)  | −48,2 (−54,8)  |
| Количина падавина, mm (in)           | 24 (0,94)      | 18 (0,71)      | 17 (0,67)      | 28 (1,1)       | 40 (1,57)      | 55 (2,17)      | 68 (2,68)      | 44 (1,73)      | 43 (1,69)      | 37 (1,46)      | 37 (1,46)      | 31 (1,22)      | 433 (17,05)    |
| Дани са кишом                        | 0,4            | 1              | 3              | 12             | 17             | 16             | 17             | 15             | 16             | 14             | 6              | 1              | 118            |
| Дани са снегом                       | 22             | 20             | 16             | 9              | 2              | 0,1            | 0              | 0              | 1              | 10             | 18             | 24             | 122            |
| Релативна влажност, %                | 78             | 76             | 74             | 63             | 55             | 64             | 70             | 70             | 69             | 73             | 79             | 79             | 71             |
| Сунчани сати — месечни просек        | 77             | 112            | 178            | 218            | 272            | 315            | 320            | 265            | 199            | 109            | 75             | 64             | 2.204          |
| Извор #1: pogoda.ru.net              |                |                |                |                |                |                |                |                |                |                |                |                |                |
| Извор #2: NOAA (sun only, 1961-1990) |                |                |                |                |                |                |                |                |                |                |                |                |                |

## Историја

### Древна историја
Простор око града насељавали су савремени људи, неандерталци и Денисовани, на стотине хиљада година. Сместили су се овде да искористе ушће река, које су користили за транспорт и риболов. Крајем миленијума, локалитет је био средиште активности за Ските и разне туркијске народе.

### Руска Империја
Док се 1730. година сматра званичном годином оснивања Барнаула, његово прво помињање датира из 1724. године. Добио је статус града 1771. године. Изабран је због своје близине богатим минералима Алтаја и њеног положаја на великој реци и основала га је богата породица Демидов. Демидовци су желели да развијају бакар у планинама, а убрзо су пронашли знатне количине сребра. 1747. године, Демонове фабрике преузела је „круна”. Барнаул је постао центар сребрне производње целог Руског царства.
Барнаул је 1914. године био место највећег нереда у Русији током Првог светског рата. Било је више од 100 жртава у борби. Уличне борбе се такође одвијале између Белог и Црвеног покрета током руске револуције 1918. године.
Марија Степановна (рођена Зудилова) (1912–1996) је рођена у овом граду где је живела као дете. Касније је постала мајка америчких глумица Натали Вуд (рођена Наталија Захаренко) и Лана Вуд (рођена Лана Гурдин). Њен отац Степан је убијен на улици 1918. године између Белих и Црвених снага након револуције. После тога, њена мајка је узела Марију и њену браће и сестре и као избеглице су отишли у Харбин, Кину. Марија се удала за Руса, и заједно су имали кћерку Олгу. На крају је Марија емигрирала са Олгом у Сједињене Државе, где се удала за још једног руског имигранта, из Владивостока, и са њим је имала две кћерке.

### Други светски рат
Процењено је да је више од половине светлосне муниције, коју је користио Совјетски Савез у Другом свјетском рату, произведено у Барнаулу.

## Становништво
Према прелиминарним подацима са пописа, у граду је 2010. живело 612.091 становника, 11.342 (1,89%) више него 2002.
| 1939.   | 1959.   | 1970.   | 1979.   | 1989.   | 2002.   | 2010.   |
| ------- | ------- | ------- | ------- | ------- | ------- | ------- |
| 148.162 | 305.046 | 439.134 | 533.263 | 601.811 | 600.749 | 612.401 |

## Привреда
Барнаул је важан индустријски центар Западног Сибира. У граду постоји више од 100 индустријских компанија, које запошљавају око 120.000 људи. Водеће индустрије укључују прераду дизел-горива и угљеника; као и производњу тешких машина, гума, намештаја и обуће. Постоји много високих универзитета са добрим основана за обуку, тако да град има јак радни потенцијал. Сада се стари градски центар обнавља како би имао туристичку групу са брендом „Барнаул је рударски град”.

### Саобраћај
Барнаул се налази на раскрсници линија Новосибирск—Алмати и Бијск.
Град има аеродром Барнаул, који се налази 15 km (9,3 mi) западно од Барнаула.

## Градови побратими
Барнаул има неколико градова побратима:
- Флагстаф
- Сарагоса
- Оскемен
- Чангђи
- Уберландија

## Значајни људи
- Андреј Свечников - хокејаш;
- Татјана Котова - Олимпијски шампион у скоку у даљ
- Иван Нифонтов - Светски и олимпијски шампион у џудоу;
- Ана Николскаја-Ексели - писац дечијих књига и научне фантастике;
- Алексеј Новиков-Прибој - писац;
- Иван Ползунов - изумитељ, креатор првог двоцилиндричног мотора на свету;
- Константин Шербаков - пијаниста;
- Сергеј Шубенков - атлетичар, светски шампион за 2015. годину;
- Алексеј Смертин - бивши капитен руског фудбалског тима;
- Рита Стреич - сопран;
- Николај Јадринчев - истраживач и археолог;